# Laat de zon in je hart
Laat de zon in je hart is een single van de Belgische zanger Willy Sommers uit 2006. Het stond in 2007 als eerste track op het album Ik denk aan jou.

## Achtergrond
Laat de zon in je hart is geschreven door Jacques Verburgt en Raymond Felix en geproduceerd door Patrick Hamilton. Het is een zomers belpopnummer waarin de liedverteller vertelt dat de luisteraar moet genieten van het leven. Hij geeft in het lied vervolgens verschillende voorbeelden waarom men dat zou moeten doen. Het nummer is een van Sommers' meest beluisterde liedjes en werd in 2022 platina.
De backing vocals van dit lied werden verzorgd door Gustaph.

## Hitnoteringen
De originele versie was enkel in Vlaanderen succesvol. Het lied behaalde de dertiende positie in de Vlaamse Ultratop 50 en het was in totaal zeventien weken in de lijst te vinden. Daarnaast staat het nummer ook regelmatig hoog in de Eindejaarslijst van de Vlaamse Radio 2, waar het in 2021 zijn hoogste positie behaalde; de derde plaats.

## Cover
Het lied is door verschillende artiesten gecoverd, waarvan de versie van de Nederlandse zanger René Schuurmans de bekendste is. Zijn versie, uitgebracht in 2007, behaalde de achttiende plek in de Nederlandse Single Top 100, waar het in totaal twaalf weken in te vinden was. Deze versie wordt door de Nederlandse voetbalclub Almere City FC gebruikt als goaltune.